# South Ribble
South Ribble est un district du Lancashire en Angleterre. Son chef-lieu est la ville de Leyland.

## Localités
- Bamber Bridge
- Cuerdale
- Farington
- Hutton
- Leyland
- Little Hoole
- Longton
- Lostock Hall
- Much Hoole
- Penwortham
- Samlesbury
- Walton-le-Dale